# Ligamento interclavicular
El Ligamento interclavicular es una banda aplanada, que varía considerablemente en forma y tamaño en diferentes individuos, que pasa en una dirección curvada de la parte superior del extremo esternal de una clavícula a la de la otra, y también se adjunta al margen superior del esternón.
Está en relación, al frente, con el tegumento y el músculo esternocleidomastoideo; y por detrás, con el músculo esternotiroideo.